# Annelie Johansson
Annelie Johansson, född 1964, är en svensk företagsledare som 2015 fick motta hederslegionen

## Biografi
Annelie Johansson har en marknadsekonomutbildning från EFL Executive Education samt genomgick under 2016 Styrelseakademins certifieringsutbildning för styrelseledamöter. Johansson var mellan 1996 och 2003 marknadschef för det franska kosmetikföretaget Yves Rochers nordiska verksamhet. Mellan 2003 och 2008 startade och drev hon konsultföretaget Return on Investment, som bland annat utvecklade en egenutvecklad programvara för framförallt skönhets- och idrottsbranschen samt bedrev konsultverksamhet inom skönhet och kosmetik. 2008–2016 var Annelie Johansson chef för Yves Rocher Norden.
2016 lämnade Johansson VD-uppdraget på Yves Rocher och övergick till verksamhet i eget bolag. 